# Leopold (Bayern)
Leopold, der Freigiebige, (* um 1108; † 18. Oktober 1141 in Niederalteich) war von 1136 bis 1141 als Leopold IV. Markgraf von Österreich und von 1139 bis 1141 Herzog von Bayern (als Leopold von Bayern).

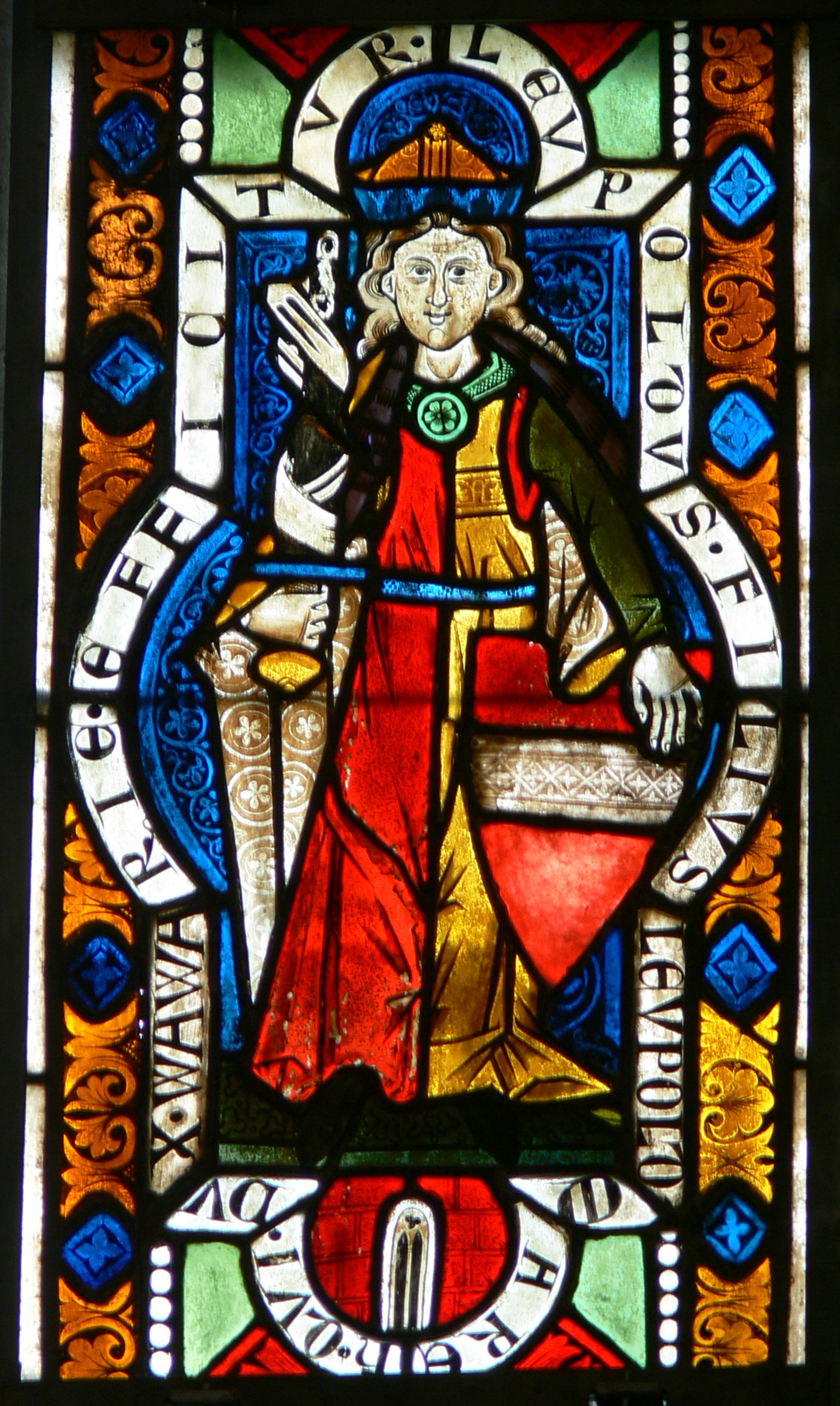
Leopold IV. auf einem Fenster des Stifts Heiligenkreuz, ca. 1290

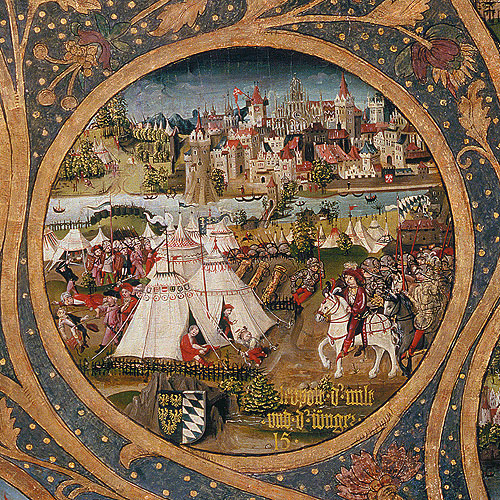
Leopold IV. bei der Belagerung Regensburgs (Babenberger-Stammbaum, um 1490, Stift Klosterneuburg)

## Leben
Leopold stammte aus der seit 976 regierenden Familie der Markgrafen von Österreich, die später Babenberger genannt wurden und war einer der jüngeren Söhne des Markgrafen Leopold III., des Heiligen.
Durch seine Mutter Agnes von Waiblingen, einer Tochter von Kaiser  Heinrich IV. war er mit dem Haus der Staufer verwandt.
Nach dem Tod seines Vaters folgte er 1136 auf diesen als Leopold IV. und Markgraf von Österreich. Warum er seinen älteren Brüdern Adalbert „der Andächtige“ (c.1098–1138) und Heinrich „Jasomirgott“ vorgezogen wurde, ist umstritten.
Eine der ersten Maßnahmen seiner kurzen Regierung war 1137 der Tauschvertrag von  Mautern mit dem Bischof Reginmar von Passau. Der Bischof erhielt die Peterskirche, die älteste Pfarrkirche der Stadt Wien, der Markgraf dafür ausgedehnte Ländereien um Wien mit Ausnahme eines Geländes außerhalb der Stadtmauer, wo eine große neue Pfarrkirche gebaut werden sollte – der heutige Stephansdom.
König Konrad III., der durch dieselbe Mutter sein Halbbruder war, plante eine Neuordnung der politischen Verhältnisse im Reich, stützte sich daher im Zuge des Kampfes gegen die Welfen auch auf seine österreichischen Halbbrüder. Er belehnte den älteren Bruder Leopolds, Heinrich Jasomirgott mit der Pfalzgrafschaft bei Rhein und Leopold IV. im Jahre 1139 mit dem  Herzogtum Bayern, das 1138 dem Welfen Herzog Heinrich dem Stolzen aberkannt worden war.
Leopold IV. konnte sich dort rasch durchsetzen und empfing in Regensburg die Huldigung der bayerischen Großen. Er besaß dabei vor allem in den Bischöfen eine wichtige Stütze, da sein Bruder, der berühmte Geschichtsschreiber Otto von Freising seit kurzem Bischof von Freising war und der bayerische Episkopat unter der Führung des greisen Erzbischofs von Salzburg Konrad I. von Abenberg auf Seiten des Königs stand.
Nach dem überraschenden Tod von  Heinrich dem Stolzen im Jahre 1139 musste Albrecht der Bär im Frühjahr 1140 erneut aus Sachsen flüchten während in Bayern Welf VI., der jüngere Bruder Heinrichs des Stolzen den Kampf gegen Herzog Leopold IV. fortsetzte. Als Welf VI. im August 1140 vor der Burg Valley in Oberbayern Herzog Leopold IV. in die Flucht schlug, erhielt die welfische Partei in Bayern neuen Auftrieb. Auch ein Sieg, den König Konrad III. gegen Ende des Jahres 1140 unter persönlichem Einsatz bei Weinsberg gegen Welf VI. erfocht, brachte keine Entscheidung.
Da König Konrad einsah, dass er mit Waffengewalt nicht zum Ziel gekommen war, versuchte er in den kommenden Jahren den Konflikt mit den Welfen durch eine geschickte Familienpolitik beizulegen.
Als der Herzog und Markgraf im Herbst 1141 nach kurzer Regierung auf dem Weg nach Österreich im Kloster Niederalteich überraschend starb, wurde er im Zisterzienserkloster Stift Heiligenkreuz im Wienerwald (Niederösterreich) begraben, das durch seinen Vater 1133 gegründet worden war. Sein Tod ebnete den Weg für eine Neuordnung der Verhältnisse im Reich.
Da Leopold IV. keine Nachkommen hinterließ, folgte ihm 1141 sein Bruder Heinrich II. Jasomirgott als Markgraf von Österreich und als Herzog von Bayern nach, er musste jedoch zuvor auf die Pfalzgrafschaft bei Rhein und auf die von seiner Mutter stammenden salischen Hausgüter verzichten.
Leopold IV. war seit 1138 mit Maria von Böhmen († um 1160) verheiratet. Diese war eine Tochter von Herzog Soběslav I. von Böhmen und der Prinzessin Adelheid von Ungarn, die eine Tochter von  Álmos, Prinz von Ungarn und König von Kroatien und der Großfürstin Predslava von  Kiew war.
Seine Witwe Maria von Böhmen vermählte sich später mit dem Markgrafen Hermann III. von Baden.